# لدیس بالسیرو
لدیس بالسیرو (اسپانیایی: Ledis Balceiro‎؛ زادهٔ ۱۸ آوریل ۱۹۷۵) قایقران کانو اهل کوبا بود.